# Doctor Mateo
Doctor Mateo és una sèrie de ficció produïda per Notro Films per a la cadena espanyola Antena 3, que la va estrenar el 22 de febrer de 2009. Està basada en la sèrie anglesa El doctor Martin, que va assolir alts nivells d'audiència en diversos dels països en els quals ha estat emesa, entre ells Regne Unit, Alemanya, Itàlia, i Austràlia.

## Sinopsi
Mateo Sancristóbal és un metge espanyol que resideix a Nova York. Després de començar a patir fòbia a la sang (hemofòbia), decideix deixar-ho tot allí i establir-se en el poble on estiuejava de petit: San Martín del Sella. Allí iniciarà una nova vida, lluny dels luxes, com a metge del poble.

## Temporades

### Primera Temporada
En aquesta primera temporada se'ns presenta a tots els personatges amb l'arribada de Mateo. Al llarg dels capítols veiem la ineptitud de Mateo per conquistar a Adriana; Carol, que descobreix que el seu marit és el pare del fill de la seva amiga; Juana, que intenta per tots els mitjans, adaptar el seu nebot al poble; Marga i Ernesto, que inicien una relació; Ana, que està enamorada de Riqui i Tom, que converteix la seva taverna en una posada. A més, Alfredo farà tot el possible per mantenir l'ordre a San Martín, tot i caure en braços d'una delinqüent que es fa dir Julia.

### Segona Temporada
Mateo i Adriana inicien una relació, Tom descobreix que té leucèmia, Alfredo és pare d'una nena petita i inicia una relació amb Elena, Pedro s'enamora de la seva amiga, Ernesto inicia una relació amb un noi, Riqui i Ana consoliden la seva relació, Carol intenta ser mare, Bruno i la seva família arriben al poble i Juana se sent sola.

### Tercera Temporada
Mateo torna a San Martín i es queda després d'una llarga temporada a Nova York, Elena i Alfredo juntament amb Pedro i Ines comencen a viure en la Casa del Misionero, Carol s'ha quedat embarassada i li serà difícil controlar el que menja, i el Dr. Sagredo es fa assistent del Dr. Mateo 

### Quarta temporada
Mateo i Adriana estan preparant el seu casament, mentre ella es presentarà a batllessa del poble. El Dr. Sagredo està enamorat d'Elena.

### Cinquena temporada
Mateo es va recuperant de l'infart i la seva relació amb Adriana seguirà en crisi.

## Personatges
- Mateo Sancristóbal (Gonzalo de Castro): el protagonista de la sèrie és un home estricte, intransigent i maniàtic de l'ordre i la neteja, a més de tenir el cor tancat, i un evident síndrome d'Asperger. No és capaç de compartir la seva vida amb ningú que no sigui ell mateix. Està enamorat d'Adriana i està a punt de casar-se amb ella en diverses ocasions. Al final de la sèrie aconsegueix tornar amb ella.
- Adriana Pozuelo (Natalia Verbeke): és professora de l'escola. A més d'honorable, té un alt sentit de la justícia i la rectitud. Està enamorada de Mateo i intenta "alliberar" la persona que porta dintre. Després de diversos intents frustrats de casar-se amb Mateo, comença una relació amb Nico, amb qui està a punt de casar-se, però finalment torna amb Mateo.
- Tuso (Moss): Tuso és un Border Collie de 4 anys. El seu antic amo, un granger de San Martín va morir un any abans, i des de llavors, el poble va adoptar al gos. El dia que Mateo arriba a San Martín, el gos apareix a la consulta i decideix que es vol quedar a viure amb el metge. Aquest el repudiarà al principi, però, a poc a poc, s'acostumarà que el gos aparegui sempre al seu costat si més no l'hi espera.
- Alfredo Escobar (Álex O'Dogherty): és el policia del poble. Tot i que per a ell a llei cal complir-la, és un home molt maldestre i despistat. Es pren la vida amb molta calma. En el terreny sentimental, actualment està enamorat d'Elena, i s'ha adoptat a Inés, la filla de la seva exnòvia. Es casa amb Elena en el darrer episodi.
- Tia Juana (Rosario Pardo): és la tia de Mateo. Treballa venent hortalisses i verdures ecològiques. Ella és qui el cuida i l'ajuda a integrar-se entre els estranys habitants del poble. Es casa amb Moruba. A la darrera temporada comença una relació amb Lorenzo.
- Elena (María Esteve): és la fornera del poble. Mare d'un fill, és amiga d'Adriana i Carol, essent pare del seu fill el marit d'aquesta última. Actualment té una relació amb Alfredo.
- Carol Díaz (Lulú Palomares): és l'ama de la ràdio local. Xafardera fins a l'avorriment, és amiga d'Adriana i Elena. Està casada amb Mario i vol, per sobre de tot, ser mare, cosa que aconsegueix finalment.
- Mario (Fernando Soto | Xavi Mira): és el marit de Carol. Després de passar una nit amb Elena la va deixar embarassada sense saber-ho. No va saber de la seva paternitat fins que el seu fill va necessitar una transfusió de sang.
- Pedro (Rodrigo Castellanos): és el fill d'Elena i Mario. Es fa molt amic de Mateo i està enamorat d'Olga, la seva amiga.
- Antonio (Javier Coll): veí del poble que, per malaltia, té un amic imaginari, el Míguel.
- Óscar (Lluis Villanueva): metge de l'hospital, Óscar és l'amic de Mateo.
- La Trini (Natalia Roig): farmacèutica del poble que sempre porta un collarí.
- Don Alejandro (Fernando Albizu): és el cacic del poble, a més de l'amo de l'empresa de conserves del lloc.
- Bruno (Xisco Segura): és un nou habitant del poble que és psicòleg. Decideix analitzar a Mateo després de veure-li símptomes d'Asperger. Està casat i té un fill, criat en una família molt liberal i naturalista.
- Olga (Valeria Racu): Amiga de Pedro per la qual aquest se sent atret.
- David (Elio González): És el fill de Tom, durant molts anys no s'han vist perquè Tom el va abandonar per a dur a terme la seva carrera musical, després de set anys s'han tornat a trobar. Es posa a treballar en el bar del seu pare. Quan Tom mor, s'associa amb Nico per portar el restaurant que abans era "La Taberna de Tom", que es passa a dir "De Lucía"
- Loles (Chupi Llorente): És una nòvia de Tom, té una filla amb ell. Treballa amb Adriana a l'escola.
- Sonia (Paloma Bloyd): És la nòvia de David, el fill de Tom.
- Ilsa (Monika Kowalska): És una noia polonesa que fuma com una xemeneia, cosa que irrita molt a Mateo, i que és capaç de tombar a qualsevol amb l'alcohol. Va deixar el seu poble natal, Zakopane, fa tres anys per alguna cosa que va passar allí i del que es nega a parlar, i per aquest motiu ningú sap el seu passat ni com va arribar a San Martín.
- Moruba (Ricardo Nkosi): Africà que treballa a la botiga de Juana. Es casa amb ella per obtenir els papers de residència.
- Nicolás Yubero (Diego Martín): Cosí de Mateo. És cuiner, i coneix a Adriana mentre Mateo estava a Àfrica. Té una relació amb ella.
- Roberto (Rafael Amaya): Nou capellà del poble.
- Lorenzo (Ferran Rañé): Policia, company de feina d'Alfredo. Treballa en el contraban, sense que ningú ho sàpiga. S'enamora de Juana.
- Sara (Anna Castillo): Cangur del fill de Carol i Mario. Després es posa a treballar en el bar "De Lucía". Està enamorada de Nico.
- Paco Escribano (Ricardo de Barreiro) (Temporada 1): el germà major d'Ernesto, al costat de qui treballava en Escribano & Escribano com lampistes.
- Julia Muñiz (Manuela Velasco) (Temporades 1-2): la bibliotecària del col·legi que, en realitat, està fugint de la justícia. Va mantenir una relació amb Alfredo i en la seva segona fugida li deixa al càrrec una nena petita.
- Dani Carbonero (Oriol Tarrason) (Temporada 1): arquitecte, antic nòvio d'Adriana, que torna al poble per a recuperar-la.
- Don Severino (Joan Molina) (Temporada 1): l'antic doctor del poble.
- Marga (Esperanza Pedreño) (Temporades 1-2): és la recepcionista de Mateo. Al costat de Riqui, Ana i Ernesto formen el grup d'amics. És despreocupada, una miqueta hippie i desitja aprendre infermeria. Se'n va a l'Índia.
- Marilin (Amanda Marugán) (Temporades 1-2): és la cosina de Marga i, fins i tot, la seva substituta en la consulta del doctor.
- Riqui (Gonzalo Kindelán) (Temporades 1-4): a més del tècnic de la ràdio, treballa de cambrer en la taverna. Actualment té una relació seriosa amb Ana.
- Ana (Ángela Moreno) (Temporades 1-4): és la copropietària de la taverna del poble. Innocent i maca, està enamorada des de sempre de Riqui. Finalment aconsegueix tenir una relació estable amb ell.
- Ernesto Escribano (Ramón Pujol) (Temporades 1-4): abans treballava amb el seu germà de lampista del poble. Vol, abans de res, dedicar-se a la informàtica. Va Estar enamorat de Marga, però ara manté una relació amb un tal Fernando.
- Santiago Sagredo (Gorka Otxoa) (Temporades 2-4): Va arribar A San Martín com a metge substitut de Mateo, quan va decidir anar-se'n a Nova York a muntar la fundació, decideix quedar-se com ajudant del Doctor Mateo.
- Tom Pellegrini (†) (Daniel Freire): aquest rocker argentí, exvocalista de Metro i los Politanos, és l'actual amo de la taverna del poble. Quan intenta tornar a ajuntar el grup descobreix que té leucèmia. Mor d'un infart.

## Episodis i audiències
| Capítol            | Nom | Data d'emissió                  | Audiència | Share | Ver |
| ------------------ | --- | ------------------------------- | --------- | ----- | --- |
| PRIMERA TEMPORADA  | |                                 |           |       |     |
| 1 (1)              | De cómo el Doctor Sancristóbal llegó a San Martín del Sella el día de la patrona                                                | Diumenge 22 de febrer de 2009   | 4.463.000 | 26,5% |     |
| 2 (2)              | De lo que ocurrió aquella noche que ponían Grease en el cine de verano                                                          | Diumenge 22 de febrer de 2009   | 4.098.000 | 20,8% |     |
| 3 (3)              | De cómo aquella noche en la taberna, un hombre peleaba consigo mismo                                                            | Diumenge 1 de març de 2009      | 4.098.000 | 20,8% |     |
| 4 (4)              | De cómo Mateo descubre una vez más que al final, en San Martín del Sella todo se sabe                                           | Diumenge 8 de març de 2009      | 3.856.000 | 19,4% |     |
| 5 (5)              | De cómo Mateo amaga pero no da                                                                                                  | Diumenge 15 de març de 2009     | 6.453.000 | 17,9% |     |
| 6 (6)              | De cómo en San Martín todo es cuesta arriba                                                                                     | Diumenge 22 de març de 2009     | 3.456.000 | 17,2% |     |
| 7 (7)              | De lo que pasó con Elvis, David Bowie y Bustamante                                                                              | Diumenge 29 de març de 2009     | 3.545.000 | 17,5% |     |
| 8 (8)              | De cómo los bosques en San Martín son tan espesos como Mateo cuando bebe                                                        | Diumenge 5 d'abril de 2009      | 2.985.000 | 16,6% |     |
| 9 (9)              | De cómo el tiempo no pasa en San Martín                                                                                         | Diumenge 12 d'abril de 2009     | 3.424.000 | 18,8% |     |
| 10 (10)            | De cómo Mateo la lía el día que decide improvisar                                                                               | Diumenge 19 d'abril de 2009     | 3.895.000 | 20,1% |     |
| SEGONA TEMPORADA   | |                                 |           |       |     |
| 1 (11)             | De cómo Mateo se da cuenta que hay días y días y hoy es uno de esos                                                             | Diumenge 6 de setembre de 2009  | 2.430.000 | 15,7% |     |
| 2 (12)             | De cómo Mateo siempre será Mateo                                                                                                | Diumenge 13 de setembre de 2009 | 2.768.000 | 16,0% |     |
| 3 (13)             | De cómo Mateo acaba un viaje que él no empezó                                                                                   | Diumenge 20 de setembre de 2009 | 2.398.000 | 13,3% |     |
| 4 (14)             | De cómo se conocieron Mateo y Mr. Asperger                                                                                      | Diumenge 27 de setembre de 2009 | 3.048.000 | 16,8% |     |
| 5 (15)             | De cómo los mejores amigos siempre están ahí, aunque no estén                                                                   | Diumenge 4 d'octubre de 2009    | 2.712.000 | 14,9% |     |
| 6 (16)             | De cómo Mateo deja de ser Mateo sin dejar de ser Mateo                                                                          | Diumenge 11 d'octubre de 2009   | 2.076.000 | 13,7% |     |
| 7 (17)             | De cómo espacio y tiempo son relativos y siempre coinciden en el peor momento                                                   | Diumenge 18 d'octubre de 2009   | 3.262.000 | 17,6% |     |
| 8 (18)             | De cómo la vida sigue, llevat que estés muerto                                                                                  | Diumenge 25 d'octubre de 2009   | 3.213.000 | 17,6% |     |
| 9 (19)             | De como las cosas son como son y no se puede hacer nada por remediarlo                                                          | Diumenge 1 de novembre de 2009  | 3.112.000 | 17,3% |     |
| 10 (20)            | De cómo cuando se rompen las reglas puede que las cosas salgan bien                                                             | Diumenge 8 de novembre de 2009  | 3.337.000 | 17,5% |     |
| 11 (21)            | De cómo consejos vendo, que para mí no tengo                                                                                    | Diumenge 15 de novembre de 2009 | 3.185.000 | 16,2% |     |
| 12 (22)            | De cómo la cuchara que elijas, con ésa has de comer                                                                             | Diumenge 22 de novembre de 2009 | 3.239.000 | 17,0% |     |
| 13 (23)            | De cómo el humo ciega los ojos de San Martín                                                                                    | Diumenge 29 de novembre de 2009 | 3.230.000 | 16,9% |     |
| 14 (24)            | De cómo Mateo saca billete de vuelta                                                                                            | Diumenge 6 de desembre de 2009  | 2.701.000 | 16,5% |     |
| TERCERA TEMPORADA  | |                                 |           |       |     |
| 1 (25)             | De cómo por San Tritón la vida te da un revolcón                                                                                | Diumenge 2 de maig de 2010      | 2.849.000 | 15,1% |     |
| 2 (26)             | De cómo Mateo se da cuenta de que no se da cuenta                                                                               | Diumenge 9 de maig de 2010      | 2.596.000 | 12,9% |     |
| 3 (27)             | De cómo un hombre asume su yo y sus circunstancias                                                                              | Diumenge 16 de maig de 2010     | 2.558.000 | 13,7% |     |
| 4 (28)             | De cómo el temperamento cambia como cambian las estaciones                                                                      | Diumenge 23 de maig de 2010     | 2.315.000 | 13,4% |     |
| 5 (29)             | De cómo el tiempo pasa y no hay cuerpo que lo aguante                                                                           | Diumenge 30 de maig de 2010     | 2.323.000 | 13,4% |     |
| 6 (30)             | De cómo el deseo póstumo d'una madre nos puede complicar el día                                                                 | Diumenge 5 de juny de 2010      | 2.361.000 | 13,5% |     |
| QUARTA TEMPORADA   | |                                 |           |       |     |
| 1 (31)             | De cómo a veces es difícil llamar a las cosas por su nombre                                                                     | Diumenge 19 de setembre de 2010 | 2.178.000 | 12,0% |     |
| 2 (32)             | De cómo lo mejor es no meneallo                                                                                                 | Diumenge 26 de setembre de 2010 | 2.274.000 | 12,2% |     |
| 3 (33)             | De cómo un pepinillo se cruza con un cartero, un hombre desnudo entra en un bar de San Frutos (por no hablar de las elecciones) | Diumenge 3 d'octubre de 2010    | 2.301.000 | 12,0% |     |
| 4 (34)             | De cómo Adriana comprende lo que es la soledad y Mateo que nunca más volverá a estar solo                                       | Diumenge 10 d'octubre de 2010   | 2.112.000 | 11,8% |     |
| 5 (35)             | De cómo los estreses d'una boda matan a felices y perdices                                                                      | Diumenge 17 d'octubre de 2010   | 2.528.000 | 12,6% |     |
| 6 (36)             | De cómo el día de tu boda ni te cases ni te embarques                                                                           | Diumenge 24 d'octubre de 2010   | 2.703.000 | 13,9% |     |
| 7 (37)             | De cómo los hombres tienen lo que tienen y valen para lo que valen y punto                                                      | Diumenge 31 d'octubre de 2010   | 1.984.000 | 12,6% |     |
| 8 (38)             | De cómo a veces tomamos el camino que no necesariamente elegimos                                                                | Diumenge 7 de novembre de 2010  | 2.513.000 | 13,2% |     |
| 9 (39)             | De cómo es difícil empezar algo cuando aún no sabes si acabó lo anterior                                                        | Diumenge 14 de novembre de 2010 | 2.478.000 | 12,9% |     |
| 10 (40)            | De cómo de fútbol y medicina todo el mundo opina                                                                                | Diumenge 21 de novembre de 2010 | 2.824.000 | 14,2% |     |
| 11 (41)            | De cómo santa digna inocencia ni es recatada, ni virgen ni mártir                                                               | Diumenge 29 de novembre de 2010 | 2.709.000 | 13,4% |     |
| 12 (42)            | De cómo Mateo comprende que eso que siente son celos y no indigestión                                                           | Diumenge 12 de desembre de 2010 | 2.488.000 | 12,7% |     |
| CINQUENA TEMPORADA | |                                 |           |       |     |
| 1 (43)             | De cómo Mateo se recuperó, volvió e intentó tomarse las cosas de otra manera                                                    | Diumenge 24 d'abril de 2011     | 2.296.000 | 12,5% |     |
| 2 (44)             | De cómo Mateo reúne a Tom con las gaviotas                                                                                      | Diumenge 1 de maig de 2011      | 2.171.000 | 12,1% |     |
| 3 (45)             | De cómo Ava Gardner pasó por San Martín del Sella y se quedó para siempre                                                       | Diumenge 8 de maig de 2011      | 2.245.000 | 11,3% |     |
| 4 (46)             | De cómo Mateo descubre que siempre puede meter la pata más                                                                      | Diumenge 15 de maig de 2011     | 2.173.000 | 11,4% |     |
| 5 (47)             | De cómo en San Martín el que no corre navega                                                                                    | Diumenge 29 de maig de 2011     | 1.953.000 | 10,2% |     |
| 6 (48)             | De cómo Mateo recuperó a Adriana de entre los muertos                                                                           | Diumenge 5 de juny de 2011      | 2.059.000 | 10,7% |     |
| 7 (49)             | De cómo Mateo dejó sin fabes con almejas a San Martín                                                                           | Diumenge 12 de juny de 2011     | 1.850.000 | 10,2% |     |
| 8 (50)             | De cómo San Martín demuestra que es un pueblo ejemplar                                                                          | Diumenge 19 de juny de 2011     | 1.777.000 | 10,2% |     |
| 9 (51)             | De cómo la culpa hizo caer a Mateo                                                                                              | Diumenge 26 de juny de 2011     | 1.520.000 | 9,4%  |     |
| 10 (52)            | De cómo Mateo tuvo que convertir amor en amistad                                                                                | Diumenge 3 de juliol de 2011    | 1.571.000 | 9,6%  |     |
| 11 (53)            | De cómo Mateo volvió a soñar con Tom y de lo que éste le dijo                                                                   | Diumenge 10 de juliol de 2011   | 1.451.000 | 9,6%  |     |
| 12 (54)            | De cómo hay cadenas que son imposibles de romper                                                                                | Diumenge 17 de juliol de 2011   | 1.701.000 | 11,3% |     |